# Solar de Fralães
O Solar de Fralães ou de Farelães é um solar localizado em Monte de Fralães, em Barcelos, em Portugal. Mais especificamente, no sopé do monte d'Assaia, em cuja encosta terá ficado o paço que o precedeu.

## História
O Solar de Fralães foi o Solar dos Correias desde o século XII até ao século XVII. A partir de então, a família parece ter preferido uma residência em Delães, mais próxima do Porto e provavelmente com melhores acessos que esta gótica casa. Na segunda metade do século XIX, o solar foi restaurado e talvez habitado com certa regularidade. Em princípios do século XX, foi vendido a um capitalista portuense, que por sua vez o vendeu mais adiante à família que hoje ainda o possui.
É contíguo à igreja de São Pedro do Monte.
Neste solar, tinha, a sua sede, o Concelho de Fralães, como a sua "progenitora", a Honra de Fralães. Era na sua sala grande que se fazia a eleição dos edis – das "justiças" – sob supervisão do donatário, que era o Senhor de Fralães; a mesma sala há-de ter servido para as reuniões camarárias e para tribunal. O terreiro era a Praça do Concelho.
A torre senhorial (que vem provavelmente do século XV) apresenta um conjunto de portas góticas e ainda uma outra, também antiga, sob a Sala de Audiências.
No século XVI, o vilacondense bispo de Malaca, D. João Ribeiro Gaio, referiu-se-lhe assim:
Farelães é o solar
Que aos Correias deu o ser
E D. Paio veio a ter
O qual fez o Sol parar
Para os Mouros vencer.
Cerca de 1700, o padre Carvalho da Costa descreveu-o com entusiasmo:
Têm estes senhores aqui a maior Casa das antigas de quantas vi em Portugal, & Galiza, com Torres, grandes falas, muitas fontes curiosas, jardins, & hortas, dilatados pomares de toda a fruta ordinária, & de espinho, & uma grande mata de Carvalhos, & Castanheiros, cousa magnifica.
Um sacerdote de Viatodos, na segunda metade de 1800, cantava-o num soneto que começa com esta quadra:
Fralães, matrona que possuiu nobreza,
Todo em ruínas, seu solar deplora,
Narrando ainda a prístina grandeza,
Poder e fausto que ela teve outrora.
Camilo Castelo Branco menciona os Senhores de Fralães e o seu solar em O Senhor do Paço de Ninães e na Sereia; Aquilino Ribeiro, na Casa Grande de Romarigães, refere-se-lhe uma vez de passagem.
Em 1842, o Solar de Fralães foi visitado por uma personagem régia, "Sua Majestade, que Deus haja em glória", que ainda não foi devidamente identificada.
Em 1962, pertencia ao Dr. Manuel de Figueiredo.
Em 2024 foi posto à venda por 1 milhão de euros.